# Одеський національний морський університет
Одеський національний морський університет (ОНМУ) — заклад вищої освіти IV-го рівня акредитації в Одесі.

## Історія
Університет було засновано у червні 1930 під назвою Одеський інститут інженерів водного транспорту (ОІІВТ). 
В 1945 його перейменовано на Одеський інститут інженерів морського флоту (ОІІМФ). Постановою Кабінету Міністрів України № 592 від 29 серпня 1994 інститут перейменовано на Одеський державний морський університет (ОДМУ). 
Указом Президента України від 26 лютого 2002 № 177/2002 університету надано статус національного (ОНМУ).

## Ректори
- Лютий — листопад 1930 р. — Дишкант Василь Степанович
- Березень1932 р. — вересень 1936 р. — Демидов Михайло Дмитрович
- 1937 р. — 21 липня 1938 р. — Ніколаєв Іван Олександрович
- 1942 р. — 1950 р. — Будницький Олександр Васильович
- 1952 р. — 1959 р. — Коробцов Іван Максимович
- 1960 р. — 1971 р. — Костюков Олександр Олександрович
- 1971 р. — 1978 р. — Коваленко Микола Гнатович
- 1978 р. — 1989 р. — Загоруйко Василь Онисимович
- 1989 р. — 2003 р. — Воробйов Юрій Леонідович
- 2003 р. — 2015 р. — Морозова Ірина Володимирівна
- 2015 р. — 2016 р. — Конопльов Анатолій Васильович (в. о.)
- З 2016 р. — Руденко Сергій Васильович

## Сертифікація освітнього процесу
ОНМУ знаходиться у безпосередньому підпорядкуванні Міністерства освіти і науки України. За результатами державної акредитації університет акредитовано за IV рівнем. (ліцензія серія АА № 903575 від 7 липня 2004, сертифікат про акредитацію серія РД- 4 № 160365 від 7 липня 2004). У 2003 році ОНМУ успішно пройшов сертифікацію на відповідність міжнародному стандарту ISO 9001:2000 системи менеджменту якості.

## Інститути та факультети
До складу університету входить 10 факультетів: кораблебудівний, судномеханічний, механізації портів, воднотранспортних і шельфових споруд, транспортних технологій і систем, економіки і управління, юридичний, післядипломної освіти та підвищення кваліфікації, заочний, довузівської підготовки молоді. На факультетах університету готують фахівців для берегової інфраструктури морського і річкового транспорту України та закордонних країн за 12 спеціальностями: кораблі та океанотехніка, інформаційні управляючі системи та технології, суднові енергетичні установки та устаткування, експлуатація суднових енергетичних установок, підйомно-транспортні, будівельні, дорожні, меліоративні машини і обладнання, гідротехнічне будівництво, транспортні системи, організація перевезень і управління на транспорті, управління проектами, економіка підприємства, менеджмент організацій, правознавство.
В університеті здійснюється післядипломна підготовка фахівців вищого рівня через аспірантуру та докторантуру за такими спеціальностями: аспірантура —
- машинознавство;
- підйомно-транспортні машини;
- теорія корабля;
- механіка та конструювання суден;
- технологія суднобудування та судноремонту;
- суднові енергетичні установки;
- автоматизовані системи управління та прогресивні інформаційні технології;
- управління проектами та розвиток виробництва;
- технічна теплофізика, промислова теплоенергетика;
- транспортні системи; підвалини та фундаменти;
- гідравліка та інженерна гідробіологія;
- статистика;
- економіко-математичне моделювання;
- економіка підприємництва та організація виробництва;
- бухгалтерський облік, аналіз та аудит;
- економіка транспорту і зв'язку;
- соціальна філософія та філософія історії;
- кримінальне право та кримінологія, кримінально-виконавче право.

Докторантура — підвалини та фундаменти; економіко-математичне моделювання.
На 33 кафедрах університету працює 418 викладачів, серед яких 59 докторів наук і професорів та 210 кандидатів наук і доцентів. З них 35 — академіки та члени-кореспонденти галузевих академій наук України, 6 — заслужені діячі вищої школи України, 10 — заслужені працівники різних галузей, 2 — члени Нью-Йоркської академії наук, 2 — лауреати Державної премії України в галузі науки і техніки. Понад 70 % кафедр університету, в тому числі всі випускні кафедри, очолюють професори і доктори наук.
В університеті навчається понад 5 тисяч студентів.
З перших років свого існування університет став провідним науково-дослідним закладом, який бере участь у розробці важливих управлінських, економічних та технічних рішень, пов'язаних з розвитком морського транспорту. На базі університету систематично проводяться різнопланові наукові міжнародні, всеукраїнські та регіональні конференції. В університеті функціонують дві спеціалізовані Вчені ради із захисту докторських дисертацій з п'яти наукових спеціальностей.

## Дослідна база
Науково-дослідний інститут Одеського національного морського університету володіє значною базою наукових розробок і досліджень в галузі гідротехнічного будівництва і морського транспорту. Науковці університету залучаються для вирішення завдань в галузі морської політики України. Зокрема ОНМУ брав участь у розробці наступних державних програм: «Танкерний флот», «Національна програма розвитку морського та річкового транспорту України до 2005 року», «Кодекс торговельного мореплавства». Морський університет розробив проекти: «Концепція державної морської політики України», «Стратегія розвитку морської та річкової підгалузі України до 2011 року», «Встановлення обсягів на перевезення зовнішньоторговельних вантажів морським та річковим транспортом України» та ряд інших програм і документів.
На базі університету працює Південний науковий центр Транспортної академії України, що об'єднує всі південні транспортні вищі навчальні заклади та науково-дослідні установи, незалежно від їх відомчої підлеглості, а також провідних вчених та фахівців.
Наукові розробки проводяться за рахунок держбюджетного фінансування фундаментальних досліджень Міністерством освіти і науки України та за господарськими договорами. Галузева тематика становить близько 90 % загального обсягу науково-дослідних розробок.
Морський університет є дійсним членом Міжнародної Асоціації університетів, акредитованої при ЮНЕСКО, членом Асоціації університетів Європи та Південно-східної Європейської асоціації транспортних досліджень (SEATREF).
З 1995 р. ОНМУ бере участь у програмах трансєвропейського співробітництва для вищої освіти (TEMPUS TACIS).
Університет активно розвиває міжнародне співробітництво з вищими навчальними закладами Німеччини, Італії, Великої Британії, Польщі, Китаю, Південної Кореї, та інших країн.
У 1992 морським університетом вперше в Україні було розроблено і введено в дію нову багатоступеневу структуру вищої морської освіти європейського зразка з модульно-рейтинговою системою організації і контролю навчання.
За 87 років свого існування університет підготував понад 40 тисяч вітчизняних та іноземних фахівців всіх спеціальностей.
Протягом 50 років університет готує спеціалістів для зарубіжних країн. В університеті здобули освіту близько 1350 спеціалістів з 73 країн світу. На сьогоднішній день в ОНМУ навчається 69 іноземних громадян, 2 — проходять навчання в аспірантурі.

## Інфраструктура
Одеський національний морський університет розташований в трьох навчальних корпусах, в яких розміщуються машинний, спортивний, актовий зали, навчальні майстерні, бібліотека (загальний фонд понад 800 тисяч примірників), науково-дослідні лабораторії, серед яких є унікальні (дослідний басейн, аеродинамічна лабораторія), сучасний редакційно-видавничий центр з друкарнею. ОНМУ має у своєму складі яхт-клуб, в якому базується 13 крейсерських яхт. Загальна площа навчально-лабораторних корпусів становить 53 900 кв. метрів. В університеті діє сучасний інформаційно-обчислювальний центр, у складі якого 250 ПЕОМ, 300 ПЕОМ використовуються на кафедрах та в підрозділах. Більшість комп'ютерів об'єднані в загальноуніверситетську локальну оптико-волоконну мережу на 500 ПЕОМ, яка має вихід в Інтернет.

## Почесні доктори та випускники
Випускниками університету були міністр морського флоту СРСР Т. Б. Гуженко та начальник Чорноморського морського пароплавства, Герой Соціалістичної Праці А. Є. Данченко. Їхній внесок у розвиток морської галузі відзначений меморіальними дошками на університетських фасадних колонах .
Серед інших відомих випускників ОНМУ:
- колишній начальник порту «Південний», повний кавалер ордена «За заслуги» В. Г. Іванов;
- академік Національної академії наук України В. І. Махненко, академік Академії наук вищої школи України Б. Х. Драганов;
- народні депутати України, герої України С. К. Стребко і М. П. Павлюк;
- відомий письменник-сатирик, народний артист України М. Жванецький та артист-сатирик В. Ільченко;
- заслужений артист України, соліст Київської опери Г. Красуля;
- поетеса Любов Забашта;
- Михайло Федорович Кузьменко (1939—2008) — начальник Іллічівського морського торговельного порту у 1989—1993 р.р., (1974, заочно).

## Викладачі
- Гансова Емма Августівна — соціолог, доктор філософських наук, професор та завідувачка (1983—1984) кафедри філософії
- Козляков Віталій Васильович — науковець у галузях суднобудування та будівельної механіки, інженер-механік, доктор технічних наук, двічі завідувач кафедри будівельної механіки корабля (1971—1980; 1985—1996).
- Крейн Марко Григорович — член-кореспондент Академії Наук УРСР
- Сабадирьов Іван Леонтійович  — доктор історичних наук, професор